# Drimia platyphylla
Drimia platyphylla ist eine Pflanzenart der Gattung Drimia in der Familie der Spargelgewächse (Asparagaceae). Das Artepitheton platyphylla leitet sich von den griechischen Worten platys für ‚flach‘, ‚breit‘ sowie phyllon für ‚Blatt‘ ab.

## Beschreibung
Drimia platyphylla wächst mit eiförmig-kugelförmigen, weißen, weich sukkulenten Zwiebeln, die bis zu 5 Zentimeter lang und 4 Zentimeter breit sind. Die beiden fast gegenständig angeordneten Laubblätter sind flach und waagerecht spreizend. Ihre linealische bis eiförmig-elliptische Blattspreite ist bis zu 4 Zentimeter lang und 2,5 Zentimeter breit. Die Blattoberseite ist samtig, die Blattspitze stumpf.
Der Blütenstand erreicht eine Länge von bis zu 30 Zentimeter. Der aufrechte, papillat behaarte Blütenschaft ist rötlich braun. Die bis zu 50-blütige Rispe ist bis zu 12 Zentimeter lang. Die eiförmig-dreieckigen, zugespitzten  Brakteen sind bis zu 2 Millimeter lang und gespornt. Die Blüten stehen an bis zu 10 Millimeter langen Blütenstielen. Die urnenförmige, hängende Blütenhülle weist eine Länge von bis zu 6 Millimetern auf. Ihre bräunlichen, länglichen Perigonblätter sind bis zu 6 Millimeter lang und 2,5 Millimeter breit. Sie sind im unteren Teil miteinander verwachsen. Die Staubfäden sind an ihrer Basis verwachsen. Ihre freien Teile sind behaart. Die gelblichen Staubbeutel sind bis zu 1,8 Millimeter lang. Der eiförmige Fruchtknoten weist eine Länge von bis zu 2 Millimeter auf. Die Blütezeit ist der Hochsommer.
Die eiförmigen, kahlen Früchte sind bis zu 2 Millimeter lang. Sie enthalten längliche, flache Samen mit einer Länge von bis zu 4 Millimetern.

## Systematik und Verbreitung
Drimia platyphylla ist in der südafrikanischen Provinz Westkap im Fynbos in Ritzen von quarzitischen Sandsteinen verbreitet.
Die Erstbeschreibung als Rhadamanthus platyphyllus durch Rune Bertil Nordenstam wurde 1970 veröffentlicht. John Charles Manning und Peter Goldblatt stellten die Art im Jahr 2000 in die Gattung Drimia.

## Nachweise